# Ernest Lawson
Ernest Lawson (ur. 22 marca 1873 w Halifaksie, Kanada, zm. 18 grudnia 1939 w Miami Beach, Stany Zjednoczone) – amerykański malarz pochodzenia kanadyjskiego, tworzący w stylu pośrednim między impresjonizmem a realizmem. Należał do ugrupowania The Eight. Malował pejzaże miejskie. Członek American Society of Painters, Sculptors and Gravers, Association of American Painters and Sculptors (założyciel), National Academy of Design (członek korespondent 1908, akademik 1917), National Arts Club, National Institute of Arts and Letters, New Society of Artists, The Century Association.

## Życiorys
Ernest Lawson, urodzony w Kanadzie, stał się na początku XX wieku jednym z najważniejszych amerykańskich malarzy modernistycznych. W 1888 roku przeniósł się do Kansas City w stanie Missouri, gdzie studiował sztukę w Kansas City Art Institute. Kiedy wraz z ojcem wyjechał do Meksyku, kontynuował edukację artystyczną uczęszczając na zajęcia wieczorowe w Santa Clara Art Academy, Został zatrudniony jako rysownik w angielskiej firmie Pearson & Son. Pracując oszczędzał pieniądze na przyszłą edukację artystyczną w Stanach Zjednoczonych i we Francji. W 1890 roku wyjechał do Nowego Jorku, by studiować w Art Students League pod kierunkiem znanych amerykańskich impresjonistów: Willarda Metcalfa, Johna Henry’ego Twachtmana i Juliana Aldena Weira. Lato 1892 roku spędził z Twachtmanem i Weir w kolonii artystycznej Cos Cob w Connecticut, gdzie uczył się malowania w plenerze. Jego wczesne prace przypominają styl Twachtmana odznaczając się delikatna tonacją i zrównoważoną teksturą. W 1893 roku Lawson wyjechał do Paryża na studia w Académie Julian pod kierunkiem Jean-Paula Laurensa i Jean-Josepha Benjamin-Constanta. Wkrótce jednak porzucił naukę, by kontynuować malowanie w plenerze. Był pod przemożnym wpływem francuskiego impresjonisty Alfreda Sisleya, którego poznał podczas pobytu za granicą. Starał się jednak nie ulegać nadmiernym wpływom francuskim zachowując amerykański punkt widzenia. W 1894 roku William Merritt Chase nazwał go „największym pejzażystą Ameryki”. W tym samym roku Lawson wystawiał po raz pierwszy publicznie w słynnym paryskim Salonie, w którym zaprezentował dwa obrazy. Po powrocie do Stanów Zjednoczonych w 1896 roku wykładał w Columbus. W 1897 roku po raz pierwszy wystawiał w Ameryce (w National Academy of Design). W 1898 roku ostatecznie osiadł w Nowym Jorku, w Washington Heights. To tutaj stworzył swoje największe dzieła, przenosząc na płótno amerykański krajobraz zagrożony urbanizacją. Swoją uwagę koncentrował na pewnych miejscach górnego Manhattanu, ich świetlistości, porach roku i porach dnia. Te charakterystyczne dzieła, przedstawiające półprzemysłowy krajobraz Nowego Jorku i widoki rzeki Hudson odznaczają się grubym impastem, silnym konturem i obszarami wyrazistego, ale zharmonizowanego koloru stanowiąc wysoce złożone kompozycje, które jawiły się w tym czasie jako dość nowoczesne. Często są one zbudowane z poziomych pasów oznaczających ziemię, wodę i niebo, a delikatna sieć pionowych kresek na pierwszym planie tworzy trawy i drzewa, sięgające poprzez grunt aż do zamglonego horyzontu.
W 1904 roku Lawson zdobył srebrny medal na międzynarodowej wystawie St. Louis Universal Exposition i zaprzyjaźnił się z artystą Williamem Glackensem. Poprzez Glackensa dostał się do elitarnego grona Roberta Henriego, skupiającego nowojorskich malarzy modernistycznych. Malarze ci, zniechęceni odrzuceniem prac Lawsona przez National Academy of Design w 1905 roku oraz odrzuceniem obrazów George’a Luksa, Glackensa i Everetta Shinna w 1906 roku podjęli decyzję o zorganizowaniu w 1908 roku własnej wystawy w Macbeth Gallery, zatytułowanej „The Eight” („Ośmiu”). W gronie tym znalazł się również Lawson, który tym samym roku został ostatecznie wybrany członkiem-korespondentem National Academy of Design i otrzymał ustanowioną przez nią nagrodę First Hallgarten. Lawson kontynuował swoje koneksje z najbardziej postępowymi artystami tego okresu wystawiając w 1913 roku w Armory Show. Lawson wystawiał przez całe życie i był wielokrotnie nagradzany za swoje dokonania. Był także cenionym nauczycielem; wykładał w Kansas City Art Institute i Broadmoor Art Academy w Colorado Springs. W późniejszym okresie życia zachorował na artretyzm. W 1936 roku w poszukiwaniu cieplejszego klimatu przeniósł się do Coral Gables na Florydzie. 18 grudnia 1939 roku został znaleziony martwy na plaży w Miami Beach.

## Galeria

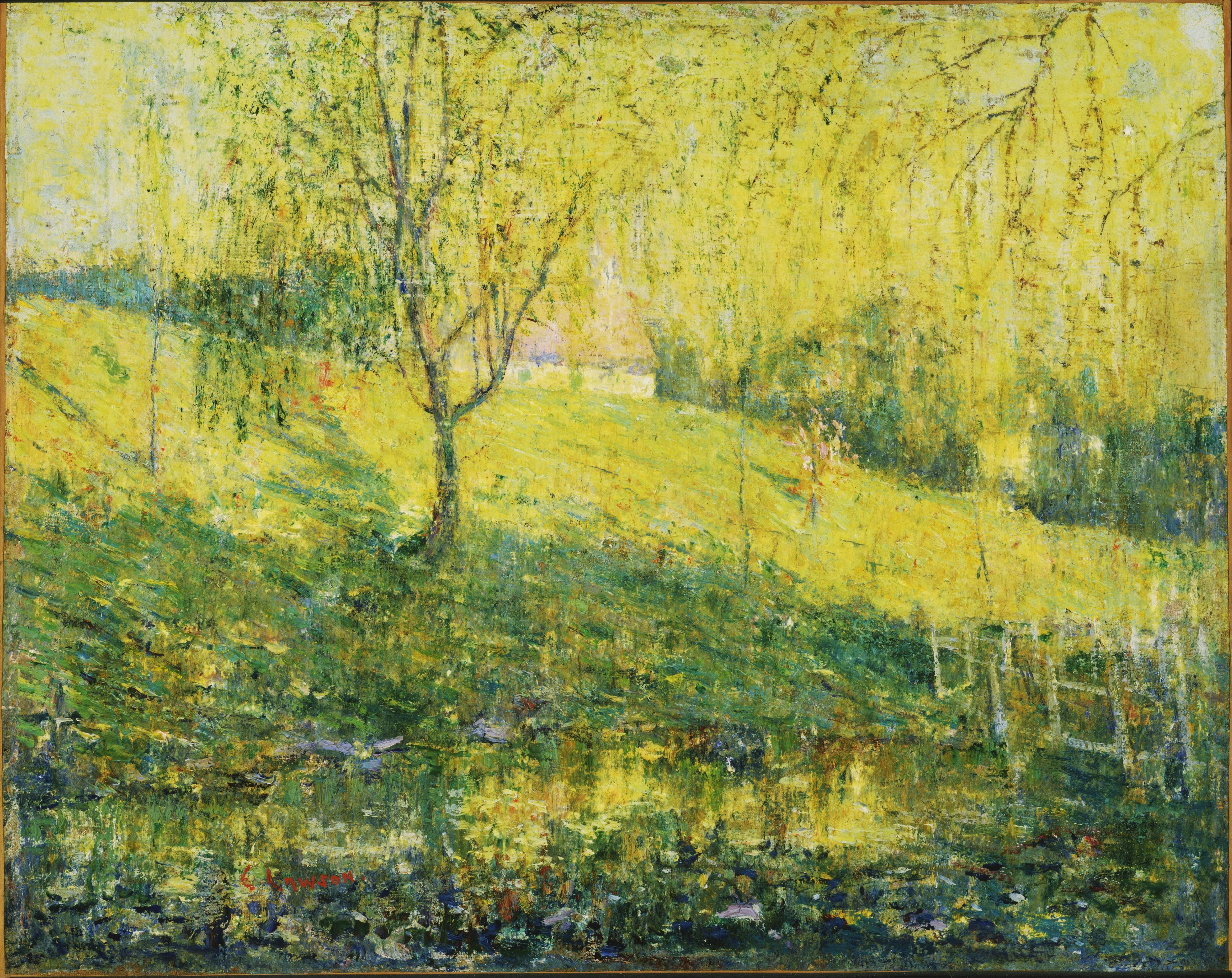
Wiosna, ok. 1913, Phillips Collection
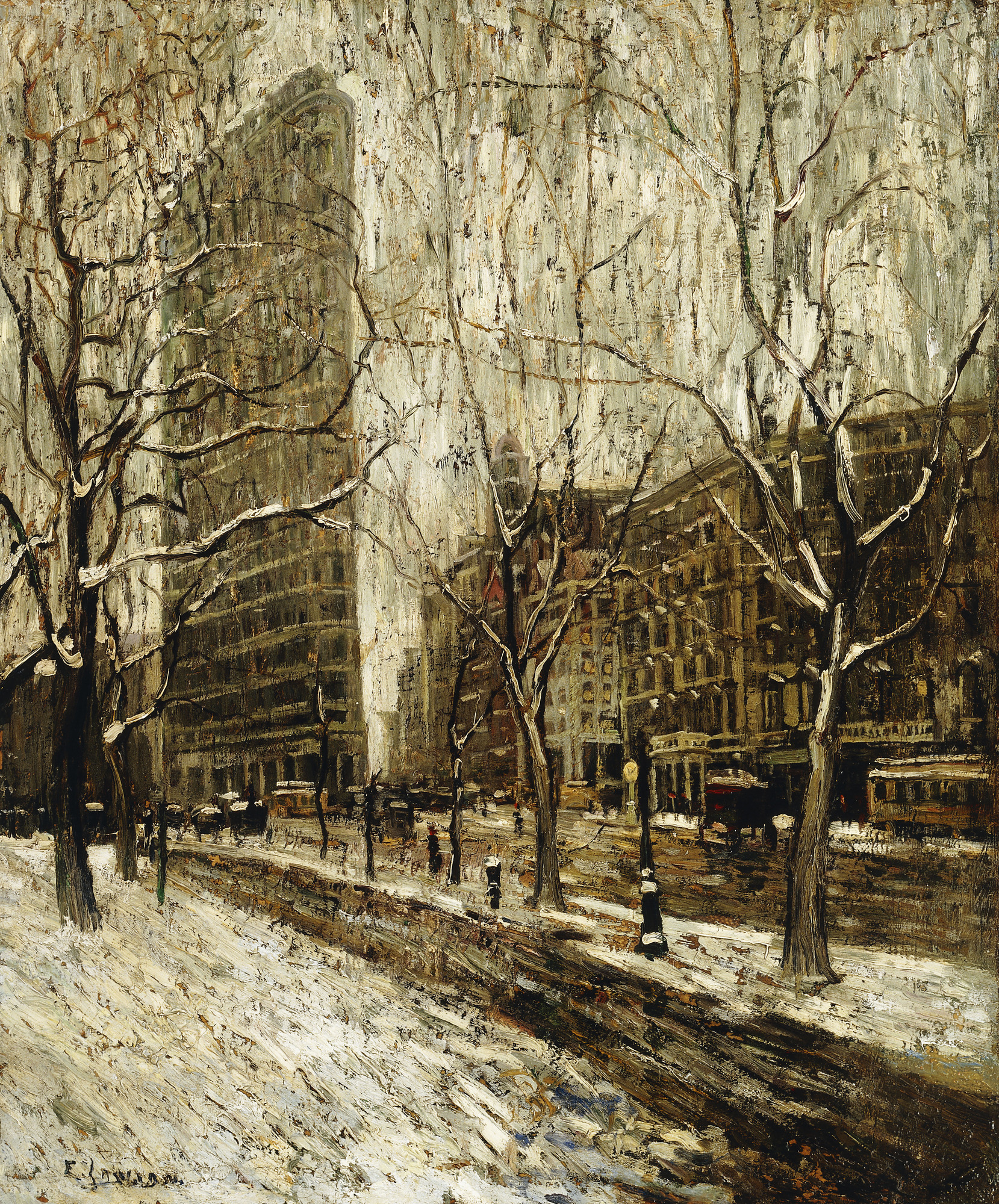
Flatiron Building, Nowy Jork, 1903–1905, Bridgeman Art Library
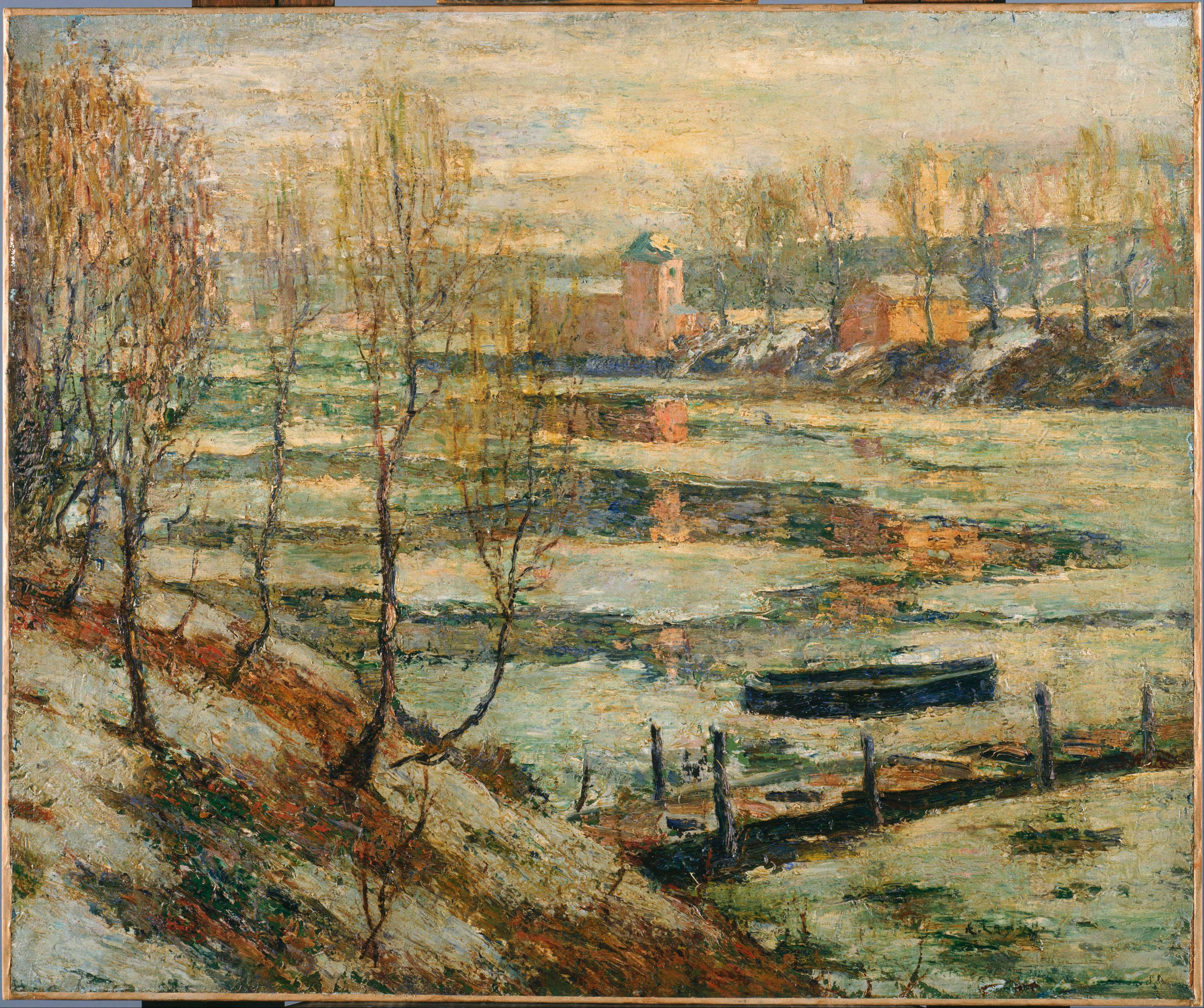
Lód na rzece, ok. 1907, Phillips Collection
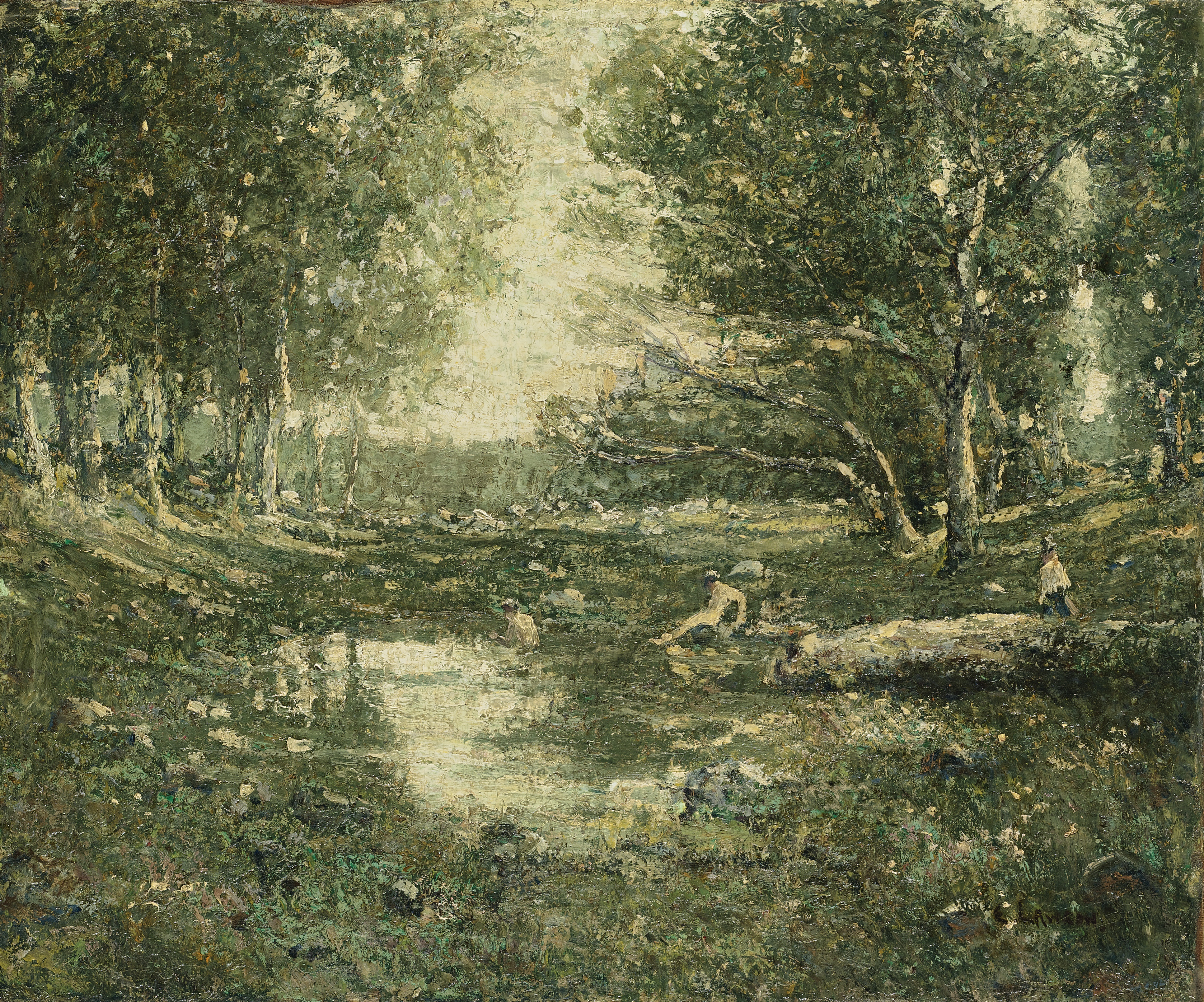
Kąpiący się, Woodland, 1915, kolekcja prywatna
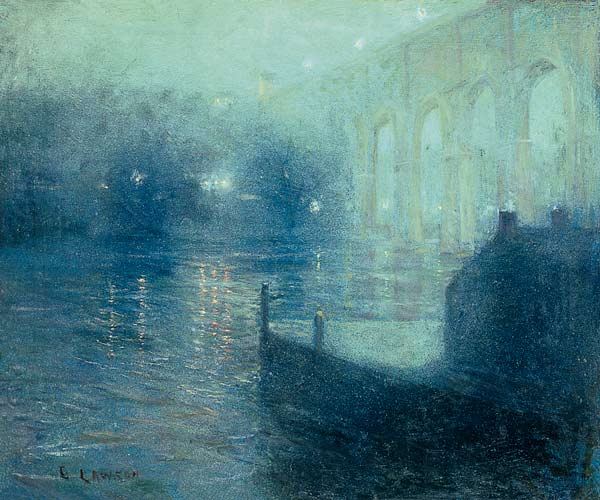
Cieśnina Harlemska w nocy
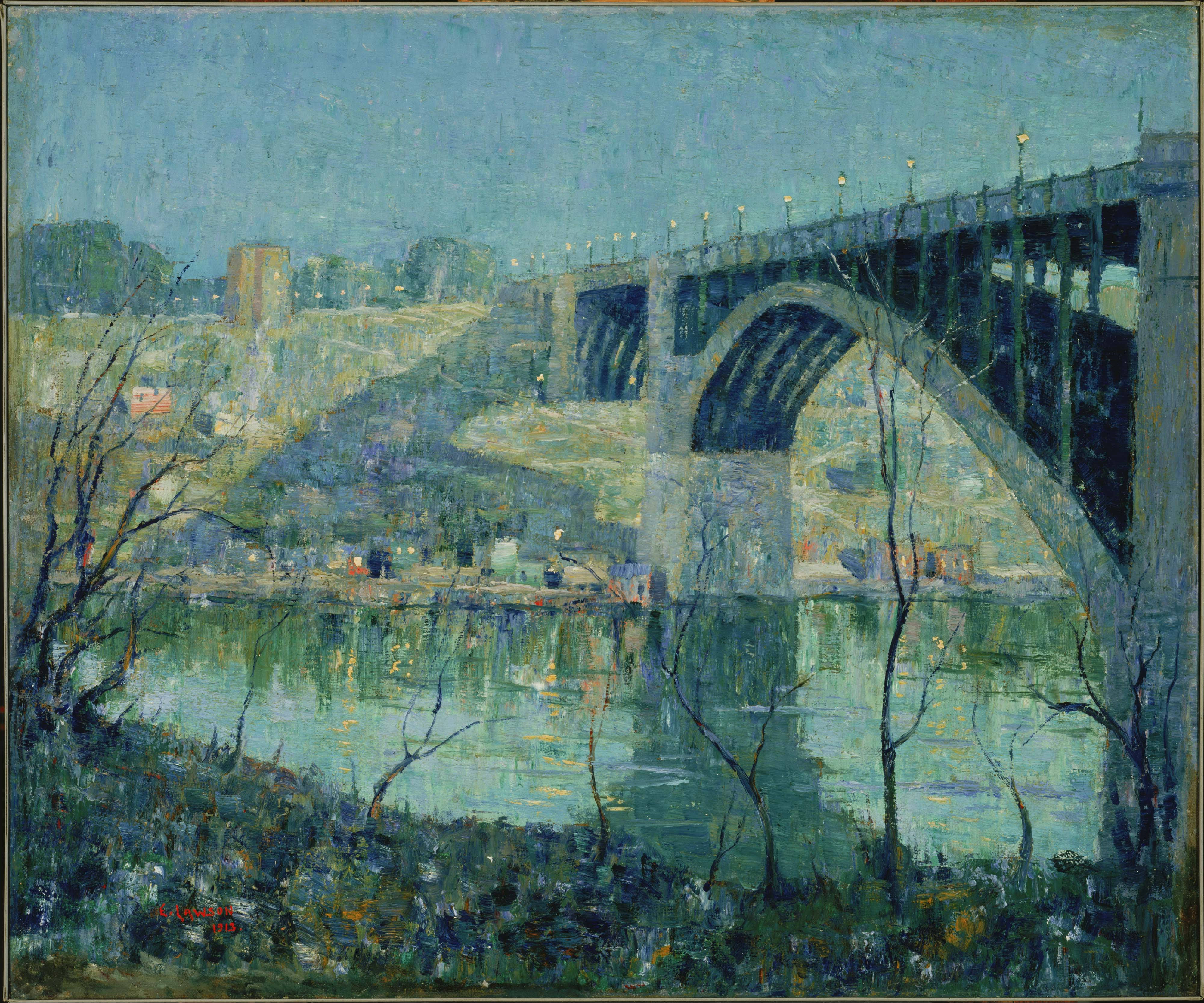
Wiosenna noc, Cieśnina Harlemska, 1913, Phillips Collection
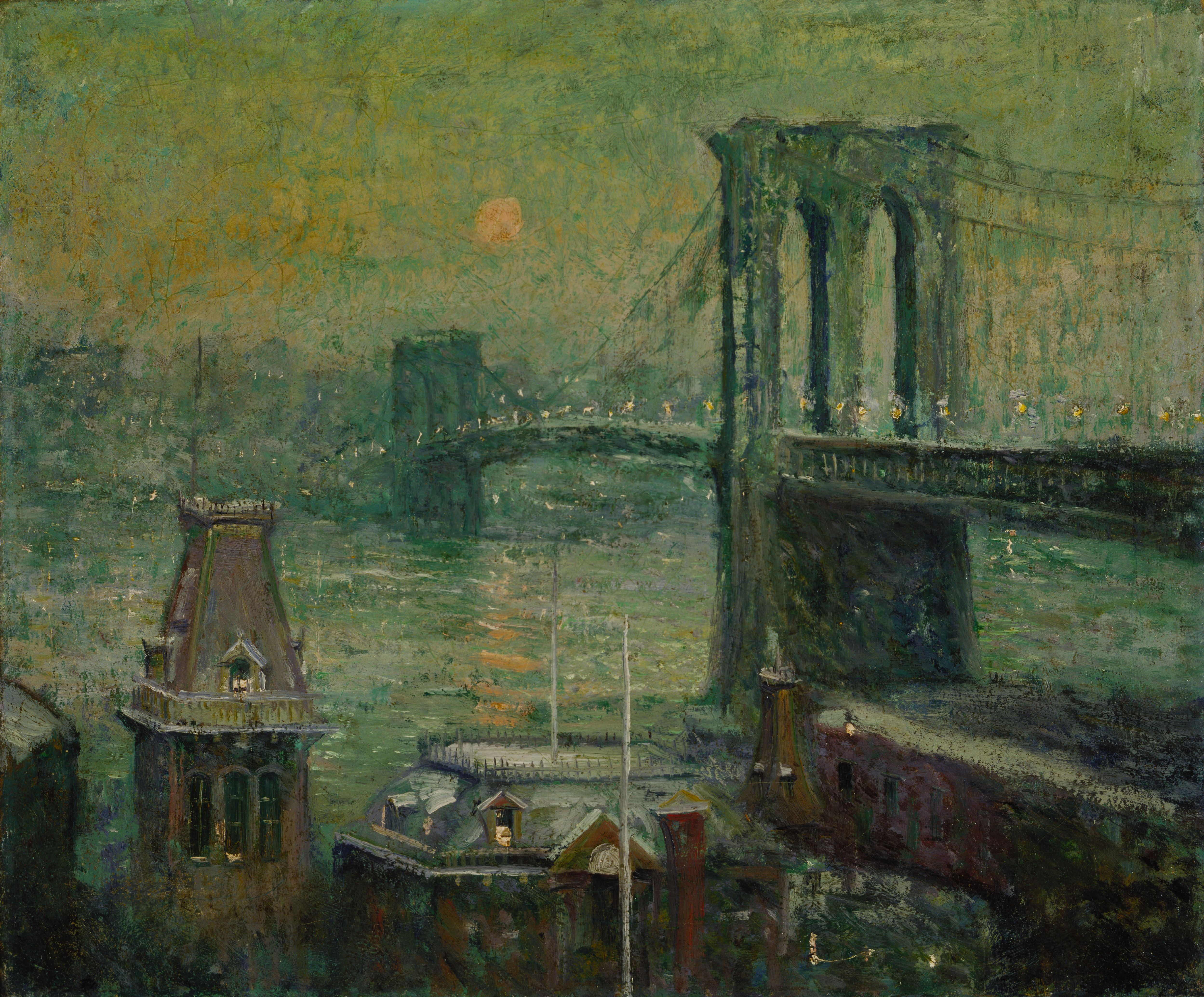
Brooklyn Bridge, 1917–1920, Terra Museum of American Art
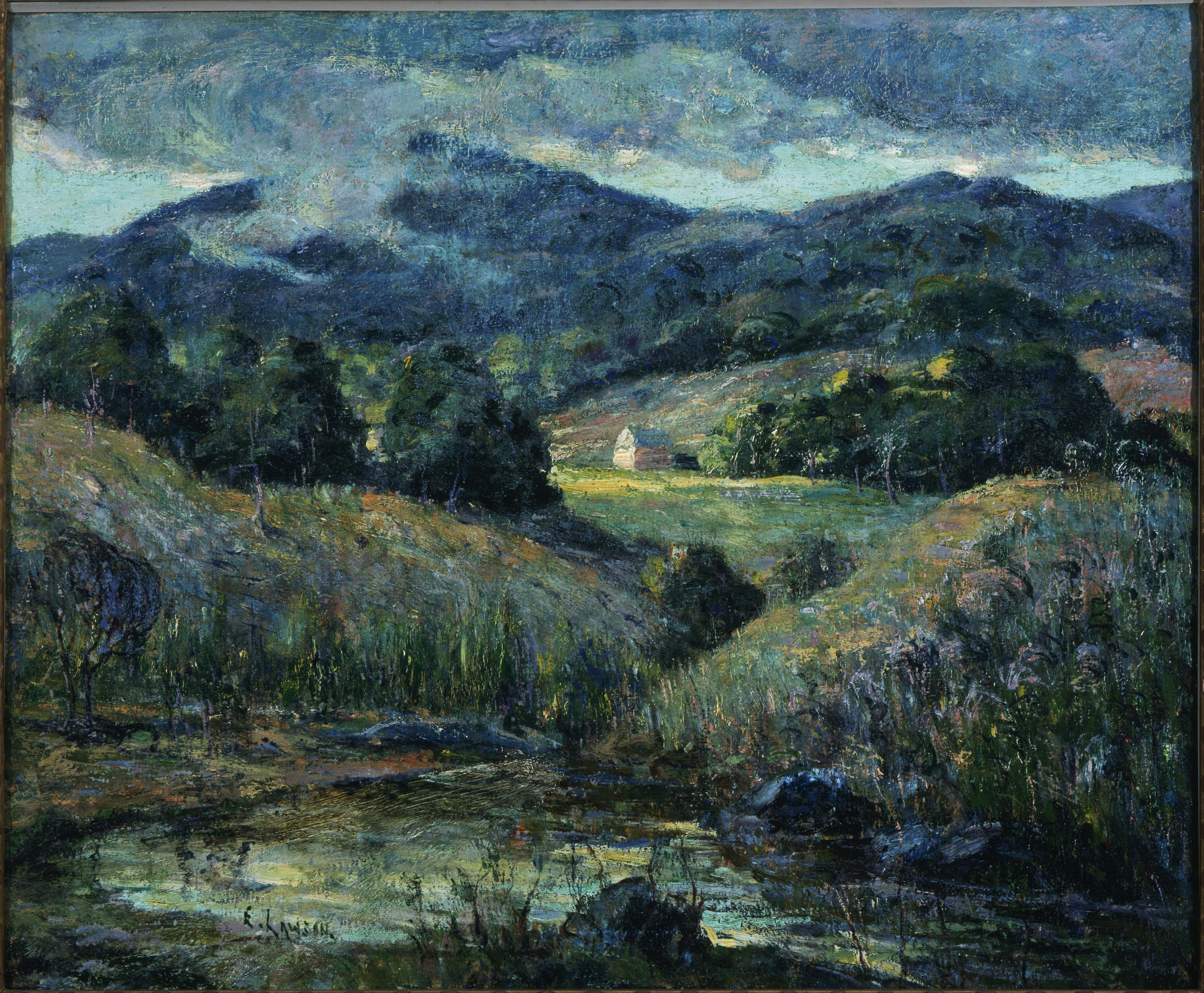
Nadciągająca burza, 1919–1920, Phillips Collection